# Chloé Sauvourel
Chloé Marie Hélène Sauvourel (geb. 18. Juni 2000 in Nantes, Frankreich) ist eine zentralafrikanische Schwimmerin. Sie ist in Frankreich geboren und nahm an den Olympischen Sommerspielen 2016 in Rio de Janeiro und den Olympischen Sommerspielen 2020 in Tokio teil.

## Leben

### Jugend
Chloé Marie Hélène Sauvourel wurde am 18. Juni 2000 in Nantes geboren. Ihr Vater ist Franzose und ihre Mutter Zentralafrikanerin.

### Sport
Ihren ersten internationalen Wettbewerb schwamm Sauvourel 2015 in Kasan bei den Weltmeisterschaften. In der Vorrunde schwamm sie über 50 m Freistil 46,55 s und schied damit aus.
Sauvorel schwamm eine Zeit von 37,15 s und schied damit in der Vorrunde aus.
Bei der Eröffnungs- und Abschlusszeremonie diente sie als Fahnenträgerin.
Danach trat sie bei den Olympischen Jugend-Sommerspielen 2018 in Buenos Aires über 50 m Freistil an. Bei den Olympischen Sommerspielen 2020 kam sie auf Rang 75. Auch bei den Jugendsommerspielen und den Sommerspielen 2020 diente sie als Fahnenträgerin bei den Eröffnungszeremonien.

### Weitere Meisterschaften
2017 vertrat sie die Zentralafrikanische Republik bei den Weltmeisterschaften in Budapest.
2019 nahm sie an den Weltmeisterschaften in Gwangju teil, wo sie über 50 m Freistil teilnahm. Außerdem trat sie bei den Afrikaspielen 2019 in Rabat an, wo sie über 50 m Freistil und über 100 m Freistil antrat.